# 노에마
노에마(noema)는 "생각하는 바"를 의미하는 그리스어 낱말에서 기원한 것으로, 의식의 지향성이 갖는 대상면(對象面)을 말하며 노에시스에 대응하는 것이다. 이것은 대상 그 자체가 아니며 대상의 독립성, 실재성은 '괄호 안에 넣어져' 관념적 존재가 되어 있다.
에드문트 후설은 현상학에서 생각, 판단, 지각을 대표하기 위해 노에마(noema)를 기술 용어로 사용하였다.

## 같이 보기
- 현상학